# Eriopyga nocanoca
Eriopyga nocanoca là một loài bướm đêm trong họ Noctuidae.